# Hrhov
Hrhov este o comună slovacă, aflată în districtul Rožňava din regiunea Košice. Localitatea se află la altitudinea de 216 m deasupra n.m., se întinde pe o suprafață de 36,08 km2 și în 2017 număra 1.093 de locuitori.

## Istoric
Localitatea Hrhov este atestată documentar din 1263.

## Demografie
| An:                | 1994 | 2004   | 2014   | 2024   |
| ------------------ | ---- | ------ | ------ | ------ |
| Număr de persoane: | 1177 | 1192   | 1115   | 1040   |
| Diferență:         |      | +1,27% | −6,45% | −6,72% |

| An:                | 2023 | 2024   |
| ------------------ | ---- | ------ |
| Număr de persoane: | 1045 | 1040   |
| Diferență:         |      | −0,47% |